# Тайны царства небесного
«Тайны царства небесного», или «Асрар ал-Малакут», — сочинение по астрономии азербайджанского учёного и просветителя XIX века Аббас-Кули-ага Бакиханова, написанное в 1839—1840 гг. на персидском языке и посвящённое вопросам космографии. Автор сам перевёл свой труд на арабский язык. По словам Бакиханова, это сочинение представляет «математическую часть» его незаконченной «Всеобщей географии». Арабский перевод рукописи сохранился в идентичных списках.

## История труда

### Создание
Вопросами космографии Аббас-Кули-ага Бакиханов начал заниматься с конца 30-х годов XIX века в связи с подготовкой к 300-летию со дня смерти польского астронома Николая Коперника. Ещё в начале 30-х внимание Бакиханова привлекли Великие географические открытия и гелиоцентрическая система мира Коперника, чьей системой Бакиханов интересовался во время своего пребывания в Варшаве. В то время под рукой Бакиханов имел рукопись своего труда «Кашф ал-Караиб», на последней странице которой была сделана пометка «Коперник доказал обращение Земли в 1543 году. Варшава, 8 ноября 1833 г.»
Внимание Бакиханова к вопросам космографии привлекло также то, что в связи с выходом в свет работы Коперника «Об обращении небесных сфер» в Тифлисе начал производиться сбор добровольных пожертвований «на сооружение памятника астроному Копернику» (памятник был установлен в 1853 году). В своей автобиографии Бакиханов писал:
Асрар ал-Малакут — сочинение, написанное по-персидски, относящееся к космографии; сопоставляя старые правила с новыми правилами и законами и подтверждая разумные доводы устными преданиями, оно рассказывает и вместе с тем исследует возможное состояние и положение земного шара и других небесных тел, а также законы, которые служат причиной их порядка. Эту книгу я перевёл и на арабский язык.
Профессор естественной истории Йенского университета Карл Кох, который летом 1844 года посетил Бакиханова в Кубе упоминал о занятиях последнего астрономией в своём «Путешествии»:
Наряду с историей своей родины Аббас-Кули-ага интересуется в высшей степени астрономией и, владея русским языком, он перечитал всё то, что на этом языке напечатано. Однако подобно тому, как раньше на Западе учёные предпочитали предаваться бесплодным размышлениям вместо того, чтобы наблюдать природные явления и, основываясь на наблюдении, делать соответствующие выводы, так же и Аббас-Кули-ага охотнее погружается в груду астрологических вычислений и сопоставлений вместо того, чтобы просто наблюдать за движением светил. Таким образом, он всё более приходит к твёрдому убеждению, что Земля, не помню уже когда, но во всяком случае в недалёком будущем столкнётся с какой-то неподвижной звездой и соответственно этому идёт навстречу всеизменяющейся революции.

### «Асрар ал-Малакут» в Константинополе
Во время пребывания Бакиханова в октябре 1846 года в Константинополе он преподнёс рукопись своего труда на арабском языке османскому султану Абдул-Меджиду. По указу великого визиря Решид-паши, сочинение было издано там в 1848 году в переводе на турецкий язык под двойным названием «Афкар ал-алам ал-Джабарут фи таржумати Асрар ал-Малакут» («Мысли о мире могущества», или перевод «Тайны царства небесного»). Термин «алам ал-Джабарут» употреблялся мусульманскими авторами в смысле высшего мира.
На турецкий работу перевёл учёный Саййит Шараф Халил-эфенди Хайати-заде. Он предпослал книге небольшое предисловие, сообщающее небольшие сведения о Бакиханове, о его пребывании в Константинополе, о его встрече с турецкими учёными. Перевод не был дословным. Так, каждую фразу рукописи учёный приводил на арабском языке и подробно толковал её на турецком языке, сопровождая обширными комментариями.
Немецкая газета «Allgemenie Zeitung» от 30 октября 1846 года (Аугсбург, № 303, с. 2421) писало о приёме оказанном Бакиханову турецким султаном и о его сочинении:
Константинополь. 14 окт. На днях г-н Устинов [русский посол] представил султану на аудиенции полковника Аббас-Кули Хан-заде, отпрыска одной из самых знатных мусульманских семей г. Баку, состоящего при генеральном штабе Российского закавказского армейского корпуса. Слава о его учёности опередила его самого здесь, и на аудиенции он имел честь передать султану сочинённые им астрономический трактат, в котором доказывается совместимость с Кораном системы Коперника, считавшейся турками еретической потому отвергнутой. Аббас-Кули Хан-заде возбудил внимание султана в высшей степени изложением своего взгляда о свидетельских показаниях, который сводится к тому, что Коран не содержит ничего такого, на чём основывался бы допуск перед судом исключительно мусульманских свидетелей. Насколько мне известно, полковник — первый мусульманин, представленный султану в качестве представителя иностранной державы.

## Рукописи произведения
Персидский оригинал рукописи сочинения пока не был обнаружен. Авторский перевод данной работы на арабский язык сохранился в двух почти идентичных списках, которые хранятся сегодня в Институте рукописей Национальной академии наук Азербайджана под номерами № 23373 и 24295. Один из них списан в 1845/46 году, а другой — в 1867/68 году. Первый список в русском переводе А. В. Сагадеева был опубликован в 1983 году в Баку.